# مدا-الا
مدا-الا (به لاتین: Meda-Ela) یک منطقهٔ مسکونی در سری‌لانکا است که در استان مرکزی (سری‌لانکا) واقع شده‌است.